# Маттила, Олави Йоханнес
Олави Йоханнес Маттила (фин. Olavi Johannes Mattila; 24 октября 1918, Хювинкяа, Финляндия — 4 августа 2013, Хювинкяа, Финляндия) — финский политик и дипломат; с 1971 по 1972, и с июня по ноябрь 1975 года — министр иностранных дел Финляндии.

## Биография
В 1946 г. получил высшее образование в области машиностроения в 1946 г., в 1950 г. получил MBA. Работал в бизнесе. В 1952 г. был назначен на должность торгового советника для продвижения финской внешней торговли в КНР. В 1957—1960 гг. — торговый секретарь посольства в Аргентине.
Позже он стал директором в министерстве торговли и промышленности. Он работал в государственной Valmet, сначала в качестве главного исполнительного директора с 1965 по 1973 год и в качестве председателя правления с 1973 по 1982 год. Он был также председателем совета Enso-Гутцайт, другой государственной компании.
- 1960—1963 гг. — начальник отдела торговли министерства внешней торговли, отвечал за «восточное» направление. Вошел в ближайшее окружение президента Кекконена,
- 1963—1964 гг. — министр торговли и промышленности Финляндии,
- 1965—1973 гг. — главный исполнительный директор и в 1975—1982 гг. — председатель Правления машиностроительного и судостроительного концерна Valmet. Особое внимание уделял развитию судостроения, добившись значительного повышения рентабельности. Кроме того, значительный прогресс произошел в тракторостроении, была разработана оригинальная модель, введен в эксплуатацию филиал в Бразилии; осуществлялась поставка техники для финского метро. Также были реализованы с шведским концерном Saab совместный проект в области автомобилестроения и проект по созданию новых машин с "Enso Gutzeit в целлюлозно-бумажной промышленности.
- 1971—1972 и в июне-ноябре 1975 г. — министр иностранных дел Финляндии.

Однако вследствие экономических проблем концерна Valmet в конце 1970-х гг. политическое влияние Маттилы стало снижаться и ему пришлось отказаться от президентских амбиций после отставки У.Кекконена в 1981 г. В 2004 г. был приговорен к условному заключению за участие в мошеннической схеме с преступниками из Нигерии. Его сын, Олли Маттила, работавший работал в системе МИД, был осужден в начале 2000-х гг. за шпионаж.
В 2004 г. стал приверженцем Свидетелей Иеговы.